# Маяк Фарос (Флитвуд)
Маяк Фарос (англ. Pharos Lighthouse) — маяк, расположенный в г. Флитвуд (Fleetwood) в графстве Ланкашир, Великобритания.
Маяк представляет собой 28-метровую башню из песчаника. Его строительство было начато в 1839 и завершено в 1840 году. Необычным для функционирующих британских маяков является то, что он стоит в середине жилой улицы (Pharos Street). Хотя официально он назван «Верхний Маяк», с момента его строительства он был известен как «Фарос» в честь знаменитого древнего маяка Фарос в Александрии. Маяк был спроектирован и построен в сочетании с более низким (10 м) маяком — Нижним маяком (Lower Lighthouse), который стоит на берегу моря, к северу от Верхнего маяка. Маяки предназначены для использования в паре для прохода судов через отмели в устье реки Уайр. Маяки были впервые зажжены 1 декабря 1840 года. Лампы маяка Фарос находятся примерно в 32 метрах над уровнем моря и видны на расстоянии 12 морских миль (22 км). Маяк находится в ведении Флитвудского порта. Вход на маяк для посторонних закрыт.